# Bangor (Pensilvania)
Bangor es un borough ubicado en el condado de Northampton en el estado estadounidense de Pensilvania. En el año 2000 tenía una población de 5.319 habitantes y una densidad poblacional de 1,333 personas por km².

## Geografía
Bangor se encuentra ubicado en las coordenadas 40°52′0″N 75°12′39″O / 40.86667, -75.21083.

## Demografía
Según la Oficina del Censo en 2000 los ingresos medios por hogar en la localidad eran de $36,382 y los ingresos medios por familia eran $44,954. Los hombres tenían unos ingresos medios de $36,972 frente a los $21,414 para las mujeres. La renta per cápita para la localidad era de $17,742. Alrededor del 13.1% de la población estaba por debajo del umbral de pobreza.